# 新莊機廠
新莊機廠（英語：Xinzhuang Depot）位於台灣新北市新莊區和桃園市龜山區交界處的迴龍站附近，樂生療養院舊址，為台北捷運中和新蘆線的機廠之一，地址是新北市新莊區中正路760號。

## 機廠概要
- 土建標：2008年1月2日，CK570F區段標廠商工信工程因樂生案本工程停工達183天，依據合約規定辦理終止契約，解除工程契約。2008年6月，更改標號為CK570J區段標，重新發包，由大陸工程得標。[1][2]
- 軌道標：併信義線東延段CR580C區段標發包，由中華工程／日商大豐聯合承攬。
- 新莊機廠因配合樂生療養院文化資產保存案，於2008年變更設計後辦理重新招標，於同年11月26日開工，細部設計顧問為台灣世曦工程顧問股份有限公司，承攬廠商為大陸工程股份有限公司。

## 機廠位置與結構
- 廠房規模：三級機廠，負責中和新蘆線列車三級維修。[3]
- 機廠設備：警衛室、駐車場（上方為轉乘停車場）、維修工廠（含員工辦公室、SSS2設施變電站）、C371 400系列車駐車軌、SSS1機廠設施變電站、主變電站/牽引動力配電室（BSS/TSS）、污水處理廠、廢棄物堆置場、電聯車清洗場、捷運警察分隊以及059車站附設轉乘汽、機車停車場等。
- 代辦工程：樂生第二人行陸橋（主辦機關：國發會、衛生福利部）

## 歷史
- 2012年1月5日：新莊線大橋頭站－輔大站通車，因新莊機廠尚未完工，丹鳳站與迴龍站暫作為臨時儲車區，以舒緩列車儲車及調度需求。
- 2013年6月29日：輔大站到迴龍站通車。
- 2016年6月：樂生青年及自救會陳情抗議，變更設計增設入口意象（第二人行陸橋）。
- 2016年12月：樂生青年再度抗議，除入口意象外，要求依樂青提出台大城鄉所退休教授劉可強的「大平台方案[4]」。12月22日國發會會議中初步確認縮減車軌，改設大平台。
- 2017年10月5日：樂生青年侵入機廠工地，於施工機具張貼抗議標語，要求陸橋案停工。[5]
- 2019年7月21日：土木與機電工程完工。[6]
- 2020年10月25日：完成臺北市政府初勘。
- 2020年12月23日：完成交通部履勘。
- 2021年1月14日：獲臺北市政府同意開始營運。[7]